# محمد نعیم وردک
محمد نعیم وردک (م. ۱۹۸۵) از سخنگویان فعلی طالبان در دفتر قطر از سال ۲۰۲۰ است. او همچنین قبلاً در همان دفتر از سال ۲۰۱۳ تا ۲۰۱۵ فعالیت کرده‌است.

## سنین جوانی و تحصیل
وردک اهل ولسوالی چک ولایت وردک است. او تحصیلات اولیه خود را در مدرسه محلی در روستای چک گذراند، سپس در دانشگاه ننگرهار جلال‌آباد ثبت نام کرد و مدرک کارشناسی گرفت. سپس در مقطع کارشناسی ارشد در دانشگاه بین‌المللی اسلامی اسلام‌آباد ثبت نام کرد و بعداً مدرک پی‌اچ‌دی خود را در زبان عربی دریافت کرد. وی همچنین مدت کوتاهی در دارالعلوم حقانیه، اکوره ختک تحصیل کرد و از آنجا به تحصیل حدیث و فقه پرداخت. وردک اولین رهبر طالبان است که دارای مدرک پی‌اچ‌دی است.

## سخنگو
هنگامی که اولین دفتر سیاسی طالبان در قطر در سال ۲۰۱۳ افتتاح شد، وردک به عنوان سخنگو انتخاب شد. وردک و سهیل شاهین هر دو به عنوان سخنگوی همزمان فعالیت می‌کردند و تا سال ۲۰۱۵ کار کردند. در سال ۲۰۱۸ او دوباره به عنوان بخشی از دفتر قطر انتخاب شد و از آن زمان در آنجا مستقر است. در سپتامبر ۲۰۲۰، وی مجدداً به عنوان سخنگوی دفتر سیاسی طالبان در دوحه منصوب شد.